# Areocosma
Areocosma é um gênero de traça pertencente à família Agonoxenidae.